# كيفن كورتيس (لاعب كرة قدم أمريكية)
كيفن كورتيس (بالإنجليزية: Kevin Curtis)‏ هو لاعب كرة قدم أمريكية أمريكي، ولد في 28 يوليو 1980 في فرانكفورت في ألمانيا.